# بن مارکوس
بن مارکوس (انگلیسی: Ben Marcus؛ زادهٔ ۱۹۶۷) یک نویسنده و رمان نویس اهل ایالات متحده آمریکا است.

## زندگی
بن مارکوس در سال ۱۹۶۷ به دنیا آمد و در شهر آستین بزرگ شد. پدرش یهودی است و مادرش از ایرلندی‌های کاتولیک است. مارکوس مدرک کارشناسی فلسفه خود را از دانشگاه نیویورک و کارشناسی ارشد هنر را از دانشگاه براون اخذ کرد. او در حال حاضر در دانشگاه کلمبیا تدریس می‌کند و ساکن نیویورک است.

از او تا کنون ۴ کتاب رمان و داستان کوتاه منتشر شده‌است. داستان‌ها و نوشته‌های او در نشریاتی چون نیویورکر، پاریس ریویو، هارپرز، نیویورک تایمز و تایم به چاپ رسیده است.

## کتابشناسی
- زنان برجسته آمریکایی
- الفبای شعله
- ترک کردن دریا